# Bagarić
Bagarić je priimek v Sloveniji, ki ga je po podatkih Statističnega urada Republike Slovenije na dan 1. januarja 2010 uporabljalo 27 oseb in je med vsemi priimki po pogostosti uporabe uvrščen na 11.038. mesto.

## Znani slovenski nosilci priimka
- Alenka Bagarič, muzikologinja in bibliotekarka

## Znani tuji nosilci priimka
- Dalibor Bagarić (*1980), hrvaški košarkar
- Vlado Bagarić (*1961), hrvaški general